# Diaphanosoma celebensis
Diaphanosoma celebensis är en kräftdjursart som beskrevs av Stingelin 1900. Diaphanosoma celebensis ingår i släktet Diaphanosoma och familjen Sididae. Inga underarter finns listade i Catalogue of Life.